# Len Dawson
Leonard Ray Dawson (Alliance, Ohio, 20 de junio de 1935-Kansas City, 24 de agosto de 2022) fue un mariscal de campo de fútbol americano y miembro del Salón de la Fama del Fútbol Americano Profesional. Jugó diecinueve temporadas para tres equipos profesionales, las últimas catorce temporadas con los Dallas Texans / Kansas City Chiefs, y jugó al fútbol americano universitario en la Universidad Purdue.
Lideró a los Texans / Chiefs en tres campeonatos de la American Football League (1962, 1966, 1969) y una victoria en el Super Bowl IV, por el cual ganó el premio al JMV del juego. Dawson se retiró del fútbol profesional después de la temporada de 1975, y fue incluido en el Salón de la Fama del Fútbol Americano Profesional en 1987. Fue director deportivo de KMBC-TV en Kansas City y analista para la red de radio Chiefs.

## Primeros años
Dawson fue el noveno de once hijos de un oriundo de Ohio, de nombre James y de una inglesa, Annie Dawson. Asistió al Alliance High School en Alliance, Ohio. Fue el jugador más valioso del equipo de fútbol y fue nombrado sobresaliente en Ohio por el Servicio Internacional de Noticias. Practicaba tres deportes, y estableció récords escolares en el fútbol y en el baloncesto, y fue el primer atleta en trece años en ser nombrado primer equipo de todos los estados en ambos deportes durante el mismo año.

## Estadísticas profesionales
Todas las estadísticas y logros son cortesía de la NFL, Pittsburgh Steelers, Cleveland Browns, Dallas Texans / Kansas City Chiefs y Pro-Football.

### Temporada regular
| Temporada | Equipo  | Juegos | PT  | Registro (V-D) | Pases | Pases | Pases | Pases  | Pases | Pases | Pases | Pases | Pases  | Acarreos | Acarreos | Acarreos | Acarreos | Acarreos | Capturas | Capturas | Fumbles | Fumbles |
| Temporada | Equipo  | Juegos | PT  | Registro (V-D) | Comp  | Att   | Pct   | Yds    | YPA   | Lg    | TD    | Int   | Índice | Att      | Yds      | Prom     | Lg       | TD       | Cap      | Yds      | Fum     | Perd    |
| --------- | ------- | ------ | --- | -------------- | ----- | ----- | ----- | ------ | ----- | ----- | ----- | ----- | ------ | -------- | -------- | -------- | -------- | -------- | -------- | -------- | ------- | ------- |
| 1957      | PIT     | 3      | 1   | 0-1-0          | 2     | 4     | 50.0  | 25     | 7.1   | 15    | 0     | 0     | 69.8   | 3        | 31       | 10.3     | 27       | 0        | 0        | 0        | 1       | --      |
| 1958      | PIT     | 4      |     |                | 1     | 6     | 16.7  | 11     | 7.9   | 11    | 0     | 2     | 0.0    | 2        | -1       | -0.5     | 1        | 0        | 0        | 0        | 0       | --      |
| 1959      | CLE     | 12     |     |                | 3     | 7     | 42.9  | 60     | 7.8   | 32    | 1     | 0     | 113.1  | 4        | 20       | 5.0      | 10       | 0        | 0        | 0        | 1       | --      |
| 1960      | CLE     | 2      |     |                | 8     | 13    | 61.5  | 23     | 7.8   | 23    | 0     | 0     | 65.9   | 1        | 0        | 0.0      | 0        | 0        | 0        | 0        | 1       | --      |
| 1961      | DTX     | 7      | 1   | 1-0-0          | 7     | 15    | 46.7  | 85     | 7.1   | 17    | 1     | 3     | 47.2   | 1        | -10      | -10.0    | -10      | 0        | 0        | 0        | 0       | --      |
| 1962      | KC      | 14     | 14  | 11-3-0         | 189   | 310   | 61.0  | 2759   | 7.9   | 92    | 29    | 17    | 98.3   | 38       | 252      | 6.6      | 22       | 3        | 0        | 0        | 11      | --      |
| 1963      | KC      | 14     | 13  | 5-7-1          | 190   | 352   | 54.0  | 2389   | 7.8   | 82    | 26    | 19    | 77.5   | 37       | 272      | 7.4      | 43       | 2        | 0        | 0        | 4       | --      |
| 1964      | KC      | 14     | 14  | 7-7-0          | 199   | 354   | 56.2  | 2879   | 8.2   | 72    | 30    | 18    | 89.9   | 40       | 89       | 2.2      | 18       | 2        | 0        | 0        | 15      | --      |
| 1965      | KC      | 14     | 12  | 6-4-2          | 163   | 305   | 53.4  | 2262   | 7.9   | 67    | 21    | 14    | 81.3   | 43       | 142      | 3.3      | 40       | 2        | 0        | 0        | 7       | --      |
| 1966      | KC      | 14     | 14  | 11-2-1         | 159   | 284   | 56.0  | 2527   | 7.2   | 89    | 26    | 10    | 101.7  | 24       | 167      | 7.0      | 18       | 0        | 0        | 0        | 5       | --      |
| 1967      | KC      | 14     | 14  | 9-5-0          | 206   | 357   | 57.7  | 2651   | 8.2   | 71    | 24    | 17    | 83.7   | 20       | 68       | 3.4      | 24       | 0        | 31       | 287      | 6       | --      |
| 1968      | KC      | 14     | 13  | 11-2-0         | 131   | 224   | 58.5  | 2109   | 7.6   | 92    | 17    | 9     | 98.6   | 20       | 40       | 2.0      | 22       | 0        | 18       | 162      | 4       | --      |
| 1969      | KC      | 9      | 7   | 5-2-0          | 98    | 166   | 59.0  | 1323   | 7.1   | 55    | 9     | 13    | 69.9   | 1        | 3        | 3.0      | 3        | 0        | 13       | 89       | 0       | --      |
| 1970      | KC      | 14     | 12  | 5-5-2          | 141   | 262   | 53.8  | 1876   | 7.1   | 61    | 13    | 14    | 71.0   | 11       | 46       | 4.2      | 21       | 0        | 34       | 277      | 5       | --      |
| 1971      | KC      | 14     | 13  | 9-3-1          | 167   | 301   | 55.5  | 2504   | 6.7   | 82    | 15    | 13    | 81.6   | 12       | 24       | 2.0      | 8        | 0        | 30       | 303      | 8       | --      |
| 1972      | KC      | 14     | 12  | 7-5-0          | 175   | 305   | 57.4  | 1835   | 7.0   | 44    | 13    | 12    | 72.8   | 15       | 75       | 5.0      | 20       | 0        | 28       | 255      | 2       | --      |
| 1973      | KC      | 8      | 6   | 7-5-0          | 66    | 101   | 65.3  | 725    | 7.7   | 48    | 2     | 5     | 72.4   | 6        | 40       | 6.7      | 13       | 0        | 14       | 104      | 4       | --      |
| 1974      | KC      | 14     | 8   | 3-5-0          | 138   | 235   | 58.7  | 1573   | 7.4   | 84    | 7     | 13    | 65.8   | 11       | 28       | 2.5      | 10       | 0        | 25       | 199      | 6       | --      |
| 1975      | KC      | 12     | 5   | 1-4-0          | 93    | 140   | 66.4  | 1095   | 7.0   | 51    | 5     | 4     | 90.0   | 5        | 7        | 1.4      | 9        | 0        | 23       | 196      | 4       | --      |
| Carrera   | Carrera | 211    | 159 | 94-57-8        | 2,136 | 3,741 | 57.1  | 28,711 | 7.7   | 92    | 239   | 183   | 82.6   | 294      | 1,293    | 4.4      | 43       | 9        | 216      | 1,872    | 84      | --      |

### Playoffs
| Temporada | Equipo  | Juegos | Registro (V-D) | Pases | Pases | Pases | Pases | Pases | Pases | Pases | Pases | Pases  | Acarreos | Acarreos | Acarreos | Acarreos | Acarreos | Capturas | Capturas | Fumbles | Fumbles |
| Temporada | Equipo  | Juegos | Registro (V-D) | Comp  | Att   | Pct   | Yds   | YPA   | Lg    | TD    | Int   | Índice | Att      | Yds      | Prom     | Lg       | TD       | Cap      | Yds      | Fum     | Perd    |
| --------- | ------- | ------ | -------------- | ----- | ----- | ----- | ----- | ----- | ----- | ----- | ----- | ------ | -------- | -------- | -------- | -------- | -------- | -------- | -------- | ------- | ------- |
| 1962      | DTX     | 1      | 1-0            | 9     | 14    | 64.3  | 88    | 6.3   | 28    | 1     | 0     | 105.7  | 5        | 26       | 5.2      | 11       | 0        | 0        | 0        | 3       | --      |
| 1966      | KC      | 2      | 1-1            | 32    | 51    | 62.7  | 438   | 8.6   | 45    | 3     | 1     | 101.6  | 8        | 52       | 6.5      | 20       | 0        | 0        | 0        | 2       | --      |
| 1968      | KC      | 1      | 0-1            | 17    | 36    | 47.2  | 253   | 7.0   | 55    | 0     | 4     | 31.1   | 2        | 9        | 4.5      | 9        | 0        | 0        | 0        | 0       | --      |
| 1969      | KC      | 3      | 3-0            | 31    | 61    | 50.8  | 472   | 7.7   | 61    | 2     | 1     | 80.8   | 6        | 16       | 2.7      | 11       | 0        | 0        | 0        | 1       | --      |
| 1971      | KC      | 1      | 0-1            | 18    | 26    | 69.2  | 246   | 9.5   | 63    | 1     | 2     | 80.0   | --       | --       | --       | --       | --       | 0        | 0        | --      | --      |
| Carrera   | Carrera | 8      | 5-3            | 107   | 188   | 56.9  | 1,497 | 8.0   | 63    | 7     | 8     | 77.4   | 21       | 103      | 4.9      | 20       | 0        | 0        | 0        | 7       | --      |

### Super Bowl
| Temporada | Equipo  | Rival   | Edición | Resultado | Pases | Pases | Pases | Pases | Pases | Pases | Pases | Pases | Pases  | Acarreos | Acarreos | Acarreos | Acarreos | Acarreos | Capturas | Capturas | Fumbles | Fumbles |
| Temporada | Equipo  | Rival   | Edición | Resultado | Comp  | Att   | Pct   | Yds   | YPA   | Lg    | TD    | Int   | Índice | Att      | Yds      | Prom     | Lg       | TD       | Cap      | Yds      | Fum     | Perd    |
| --------- | ------- | ------- | ------- | --------- | ----- | ----- | ----- | ----- | ----- | ----- | ----- | ----- | ------ | -------- | -------- | -------- | -------- | -------- | -------- | -------- | ------- | ------- |
| 1966      | KC      | GB      | I       | P 10-35   | 16    | 27    | 59.26 | 211   | 7.81  | 31    | 1     | 1     | 80.9   | 3        | 24       | 8.0      | 15       | 0        | 0        | 0        | 0       | --      |
| 1969      | KC      | MIN     | IV      | V 23-7    | 12    | 17    | 70.59 | 142   | 8.35  | 46    | 1     | 1     | 90.8   | 3        | 11       | 3.67     | 11       | 0        | 0        | 0        | 0       | --      |
| Carrera   | Carrera | Carrera | 2       | 1-1       | 28    | 44    | 63.6  | 353   | 8.02  | 46    | 2     | 2     | 84.8   | 6        | 35       | 5.83     | 15       | 1        | 0        | 0        | 0       | --      |